# Noel Cabangon
Noel Cabangon (ur. 25 grudnia) – filipiński piosenkarz i kompozytor, który zasłynął utworami niosącymi przesłanie społeczne.
Od 1987 roku był związany z grupą muzyczną Buklod. Wówczas też zyskał szerszą rozpoznawalność. Jego dorobek fonograficzny obejmuje także szereg albumów solowych. Jego albumy Byahe (2009) i Panaginip (2011) wygrały Awit Awards w kategorii album roku, a to pierwsze wydawnictwo uzyskało status podwójnej platyny.

## Dyskografia
Albumy solowe
- 2000: Pasakalye[7]
- 2006: Himig Nating Pag-ibig
- 2009: Byahe
- 2011: Panaginip[8]
- 2012: Tuloy Ang Byahe
- 2014: Acoustic Noel
- 2015: Huwag Mangamba (Mga Awit Ng Pagtatagpo)